# Steph Green
Steph Green (São Francisco, 12 de agosto de 1979) é uma cineasta norte-americana. Como reconhecimento, foi nomeada ao Oscar 2009 na categoria de Melhor Curta-metragem por New Boy.